# Corinna cribrata
Corinna cribrata is een spinnensoort uit de familie van de loopspinnen (Corinnidae).
De wetenschappelijke naam van de soort werd in 1886 als Creugas cribratus gepubliceerd door Eugène Simon.